# Новоспаська сільська рада (Приазовський район)
| Новоспаська сільська рада — колишній орган місцевого самоврядування у Приазовському районі Запорізької області з адміністративним центром у с. Новоспаське. 05.02.1965 Указом Президії Верховної Ради Української РСР передано сільраду Новоспаську Чернігівського району до складу Приазовського району. Історична дата утворення: в 1943 році. Водоймища на території, підпорядкованій даній раді: р. Куксунгур. Сільській раді підпорядковані населені пункти: - с. Новоспаське - с. Громівка - с. Мар'янівка - с. Оріхівка |

## Склад ради
Рада складається з 16 депутатів та голови.

### Керівний склад ради
| ПІБ                         | Основні відомості                                            | Дата обрання | Дата звільнення |
| --------------------------- | ------------------------------------------------------------ | ------------ | --------------- |
| Сулименко Василь Васильович | Сільський голова, 1961 року народження, освіта, безпартійний | 26.03.2006   | 31.10.2010      |

Примітка: таблиця складена за даними джерела